# Olympische Sommerspiele 2004/Teilnehmer (Seychellen)
| Gelbes Symbol für Goldmedaillen mit stilisierten Olympischen Ringen | Graues Symbol für Silbermedaillen mit stilisierten Olympischen Ringen | Braundes Symbol für Bronzemedaillen mit stilisierten Olympischen Ringen |
| ------------------------------------------------------------------- | --------------------------------------------------------------------- | ----------------------------------------------------------------------- |
| —                                                                   | —                                                                     | —                                                                       |

Die Seychellen nahmen an den Olympischen Sommerspielen 2004 in der griechischen Hauptstadt Athen mit neun Sportlern, zwei Frauen und sieben Männern, teil.

## Teilnehmer nach Sportarten

### Boxen
- Julie Kitson
Halbweltergewicht (bis 64 kg) Männer: Qualifikation

### Judo
- Francis Labrosse
Superleichtgewicht (bis 60 kg) Männer: Achtelfinale

### Kanu
- Tony Lespoir
Einer-Kajak, 500 Meter: 27. Platz
Einer-Kajak, 1000 Meter: 25. Platz

### Leichtathletik
- Evans Marie
400 Meter Männer: Vorläufe

- Céline Laporte
100 Meter Hürden Frauen: Vorläufe

### Segeln
- Allan Julie
Laser Mixed: 20. Platz

### Schwimmen
- Bertrand Bristol
200 Meter Schmetterling Männer: Vorläufe

- Shrone Austin
100 Meter Brust Frauen: Vorläufe

### Gewichtheben
- Richard Scheer
Leichtschwergewicht (bis 85 kg) Männer: 12. Platz